# 19 февраля
19 февраля — 50-й день года  по григорианскому календарю.
До конца года остаётся 315 дней (316 дней в високосные годы).
До 15 октября 1582 года — 19 февраля по юлианскому календарю, с 15 октября 1582 года — 19 февраля по григорианскому календарю.
В XX и XXI веках соответствует 6 февраля по юлианскому календарю.

## Праздники и памятные дни
См. также: Категория:Праздники 19 февраля

### Международные
- Всемирный день китов.

### Национальные
- Россия — День орнитолога.
- Болгария — День Васила Левского.

### Религиозные

#### Католицизм
- Память Конрада из Пьяченцы;
- память Барбата Беневентского.

#### Православие[2]
- Память мучениц Марфы, Марии и брата Их, мученика Ликариона отрока[3];
- память преподобного Вукола, епископа Смирнского (ок. 100);
- память мучениц Дорофеи, Христины, Каллисты и мученика Феофила (ок. 288—300);
- память мученицы Фавсты девы и мучеников Евиласия и Максима (ок. 305—311);
- память мученика Иулиана Емисского (312)[4];
- память преподобных Варсонофия Великого и Иоанна Пророка (VI);
- память святителя Фотия I, патриарха Константинопольского (891);
- память священномученика Димитрия Рождественского пресвитера и мученика Анатолия Рождественского (1921);
- память священномученика Василия Надеждина, пресвитера (1930);
- память священномученика Александра Телемакова, пресвитера (1938);
- память Арсения Икалтойского.

### Именины
- Католические: Барбат, Конрад.
- Православные: Александр, Анатолий, Варсонофий, Василий, Вукол, Дмитрий, Дорофея, Евиласий, Иван, Каллиста, Ликарион, Максим, Мария, Марфа, Севастиан, Силуан, Фавст, Фавста, Феофил, Фотий, Христина, Юлиан.

## События
См. также: Категория:События 19 февраля

### До XIX века
- 197 — началась битва при Лугдуне, в которой узурпатор Клодий Альбин потерпел поражение от войск римского императора Септимия Севера.
- 1594 — дан наказ царя Фёдора Иоанновича воеводе князю Фёдору Барятинскому и письменному голове Владимиру Оничкову об основании города Сургута.[источник не указан 913 дней]
- 1651 — Церковный собор 1651 года утвердил единогласное чтение (единогласие) обязательным для всей Русской церкви. Начало церковной реформы патриарха Никона.
- 1726 — указом императрицы Екатерины I учреждён Верховный тайный совет.
- 1774 — после месячной осады Челябинска отрядами пугачёвского полковника И. Н. Грязнова, правительственные войска генерала И. А. Деколонга оставили город восставшим.
- 1793 — издаётся указ Екатерины II, прерывающий все отношения с революционной Францией, в частности, запрещающий ввоз в Россию ведомостей, журналов и других сочинений из Франции.
- 1800 — Наполеон Бонапарт, первый консул Франции, объявил королевский дворец Тюильри своей официальной резиденцией.

### XIX век
- 1831 — Польское восстание (1830—1831): началось сражение под Вавром.
- 1841 — выполняя рейс из Ливерпуля в Нью-Йорк, близ Англии потерпел кораблекрушение парусник «Govener Fenner» (США). Погибли 122 человека.
- 1855 — французский математик и астроном Урбен Леверье представил Парижской академии наук первую в мире карту погоды — прогноз для Европы на утро того же дня.

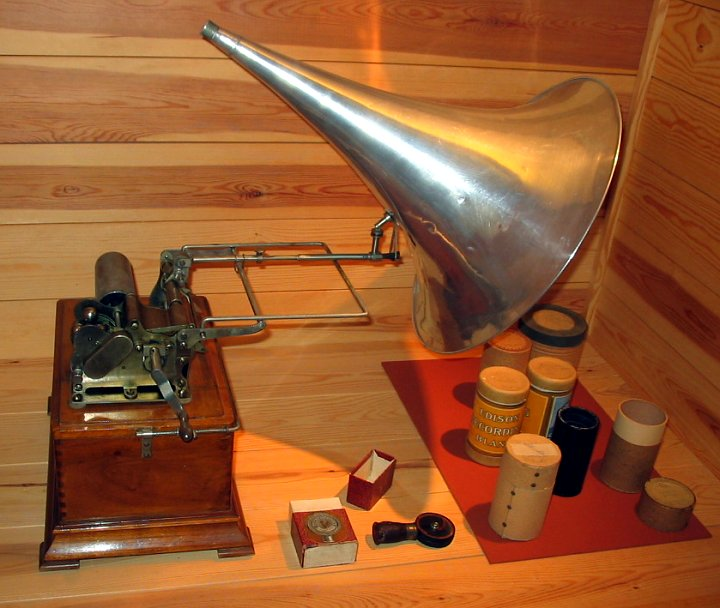
Фонограф

- 1878 — американский изобретатель Томас Эдисон запатентовал фонограф.
- 1897 — в Сеуле (Хансоне) открылся «Хансонский банк» — ныне Shinhan Bank, старейший банк Кореи.
- 1899 — основан Санкт-Петербургский политехнический институт.

### XX век
- 1905 — Русско-японская война: началось Мукденское сражение.
- 1915 — Первая мировая война: началась Дарданелльская операция.
- 1918 — начался Ледовый поход Балтийского флота.
- 1921 — выход первого номера газеты «Труд».
- 1938 — закончила свою работу первая в мире дрейфующая полярная станция «Северный полюс-1».
- 1942
  - Вторая мировая война: бомбардировка Дарвина.
  - Вторая мировая война: президент США Франклин Делано Рузвельт подписал Чрезвычайный указ № 9066.
- 1943 — Вторая мировая война: началось сражение в Кассеринском проходе.
- 1945 — Вторая мировая война: началась битва за Иводзиму.
- 1954 — принят Указ Президиума Верховного Совета СССР о передаче Крымской области из состава РСФСР в состав Украинской ССР.
- 1955 — открыто регулярное железнодорожное сообщение Москва — Берлин[источник не указан 913 дней].
- 1957 — установлены дипломатические отношения между СССР и Цейлоном (с 1972 г. — Шри-Ланка).
- 1964 — на экраны Франции вышел фильм режиссёра Жака Деми «Шербурские зонтики» с Катрин Денёв в главной роли.
- 1973 — первая катастрофа Ту-154 (66 погибших).
- 1985
  - Инцидент с Boeing 747 возле Сан-Франциско: после отказа двигателя самолёт сорвался в крутое пике. Пилотам удалось восстановить управление и совершить благополучную посадку.
  - При заходе на посадку в Бильбао (Испания) Boeing 727 задел телевизионную антенну. Погибли все 148 человек на борту.
- 1989 — вблизи Куала-Лумпура разбился самолёт Boeing 747-200 компании Flying Tiger Line, погибли 4 человека.

### XXI век
- 2003 — под Керманом (Иран) разбился Ил-76МД Стражей Исламской революции. Погибли 275 человек.
- 2008
  - Лидер Кубы Фидель Кастро объявил о своём уходе из большой политики.
  - Первый полёт многоцелевого истребителя Су-35БМ.
- 2010 — римско-католическая церковь причислила к лику святых монахиню Марию Маккиллоп, это первая канонизированая в Католической церкви австралийка.
- 2012 — тюремный бунт в мексиканской Аподаке, 44 погибших.

## Родились
См. также: Категория:Родившиеся 19 февраля

### До XIX века

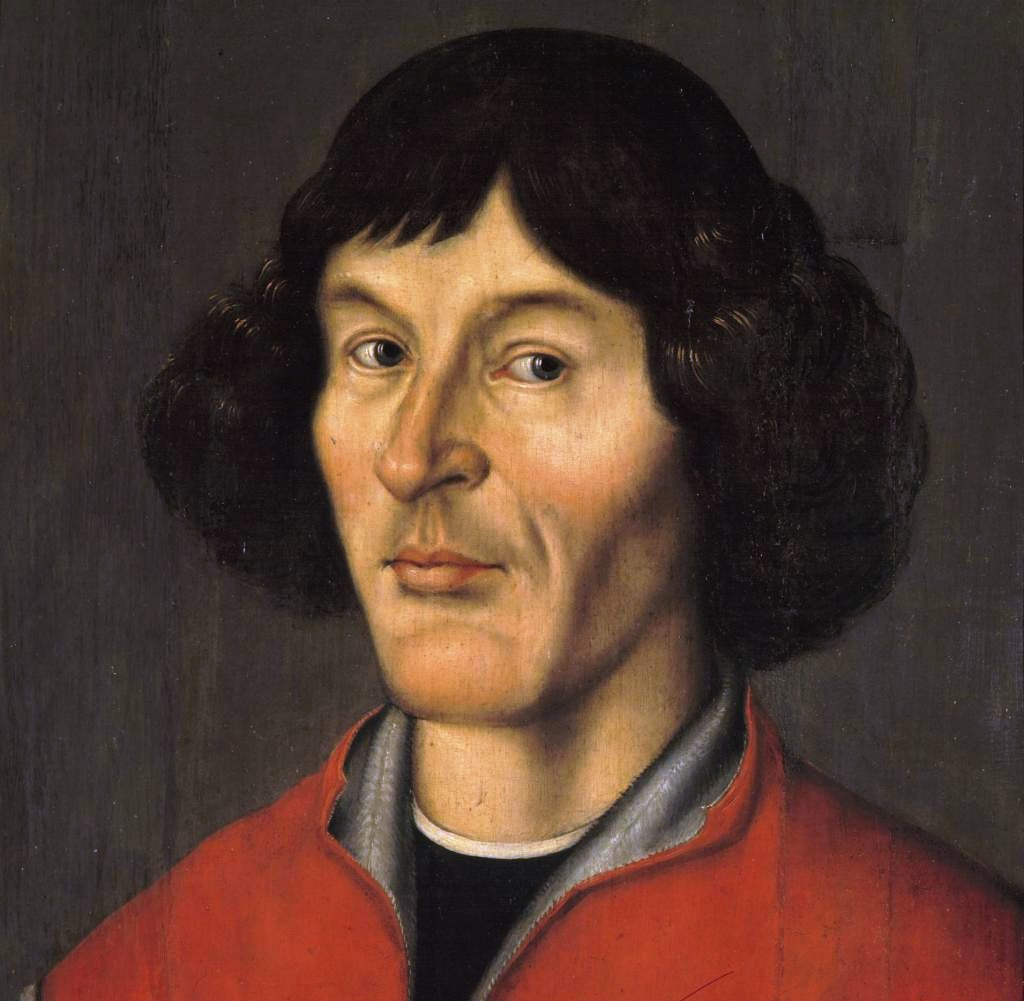
Коперник

- 1473 — Николай Коперник (ум. 1543), польский астроном, математик, механик, автор учения о гелиоцентрической системе мира.
- 1525 — Карл Клузиус (ум. 1609), нидерландский и французский ботаник, основоположник голландской индустрии луковичных растений.
- 1717 — Дэвид Гаррик (ум. 1779), английский актёр, драматург, директор театра «Друри-Лейн».
- 1741 — Фёдор Орлов (ум. 1796), российский военный и государственный деятель, один из знаменитых братьев Орловых.
- 1743 — Луиджи Боккерини (ум. 1805), итальянский виолончелист и композитор, развивший такой музыкальный жанр, как струнный квартет.
- 1767 — Юзеф Пешка (ум. 1831), польский художник.

### XIX век
- 1811 — Жюль Сандо (ум. 1883), французский писатель-беллетрист, член Французской академии.
- 1812 — граф Зыгмунт Красинский (ум. 1859), польский поэт и драматург.
- 1821 — Август Шлейхер (ум. 1868), немецкий языковед.
- 1843 — Аделина Патти (ум. 1919), итальянская певица, любимая вокалистка Джузеппе Верди.
- 1852 — Нико Ломоури (ум. 1915), грузинский писатель и поэт.
- 1859 — Сванте Август Аррениус (ум. 1927), шведский физик и химик, лауреат Нобелевской премии по химии (1903).
- 1865 — Свен Гедин (ум. 1952), шведский географ, журналист, путешественник, исследователь Тибета.
- 1869 — Ованес Туманян (ум. 1923), армянский писатель, поэт, общественный деятель.
- 1873 — Георгий Сперанский (ум. 1969), врач-педиатр, академик, один из создателей системы охраны материнства и детства в СССР, Герой Социалистического Труда.
- 1874 — Никифор Бегичев (ум. 1927), русский моряк, полярный путешественник.
- 1876 — Константин Бранкузи (ум. 1957), французский скульптор-сюрреалист румынского происхождения.
- 1877 — Габриэль Мюнтер (ум. 1962), немецкая художница и график, представительница экспрессионизма.
- 1884 — Лео Киачели (наст. имя Леон Шенгелая; ум. 1963), грузинский писатель, лауреат Государственной премии СССР.
- 1896 — Андре Бретон (ум. 1966), французский писатель и поэт, основоположник сюрреализма.
- 1897 — Любомир Бакоч (погиб в 1942), югославский черногорский партизан, Народный герой Югославии.
- 1899 — Борис Агапов (ум. 1973), русский советский писатель и киносценарист.

### XX век
- 1903 — Владислав Глинка (ум. 1983), советский историк и писатель, заслуженный работник культуры.
- 1910 — Дороти Дженис (ум. 2010), американская актриса немого кино.
- 1920 — Яан Кросс (ум. 2007), советский и эстонский писатель.
- 1922 — Владислав Бартошевский (ум. 2015), польский историк, публицист, дипломат, министр иностранных дел Польши (1995, 2000—2001).
- 1924
  - Давид Бронштейн (ум. 2006), советский шахматист, гроссмейстер.
  - Ли Марвин (ум. 1987), американский актёр театра и кино, лауреат премий «Оскар» и «Золотой глобус».
- 1929 — Вадим Захарченко (ум. 2007), советский и российский киноактёр, заслуженный артист России.
- 1931 — Алла Ларионова (ум. 2000), актриса театра и кино, народная артистка РСФСР.
- 1931 — Георгий Владимов (наст. фамилия Волосевич; ум. 2003), русский писатель и литературный критик.
- 1933 — Эльза Леждей (ум. 2001), актриса театра и кино, заслуженная артистка РСФСР.
- 1937 — Борис Пуго (покончил с собой в 1991), советский государственный и политический деятель.
- 1939 — Владимир Атлантов, оперный певец (тенор), народный артист СССР.
- 1940 
  - Сапармурат Ниязов (ум. 2006), советский партийный и государственный деятель, руководитель Туркменистана (1985—2006).
  - Смоки Робинсон (наст. имя Уильям Робинсон мл.), американский певец, продюсер, автор песен.
- 1944 — Расим Даргях-заде (ум. 2025), советский и российский деятель кино, президент Гильдии организаторов кинопроизводства и кинопоказа (1997—2005), секретарь Союза кинематографистов России (1999—2005).
- 1945 — Юрий Антонов, советский и российский певец, композитор, музыкант, народный артист России.
- 1946 — Александр Чайковский, советский и российский пианист, композитор, педагог, профессор Московской консерватории, народный артист России.
- 1947 — Лев Рубинштейн (ум. 2024), российский поэт, литературный критик, публицист, эссеист.
- 1948
  - Тони Айомми, британский гитарист, автор песен, продюсер, основатель группы Black Sabbath.
  - Пим Фортёйн (наст. имя Вилхелмус Симон Петрус Фортёйн; убит в 2002), нидерландский политик, писатель, академик.
- 1951 — Тахир Кадри, пакистано-канадский реформатор и государственный деятель.
- 1952
  - Рю Мураками (Рюноскэ Мураками), японский писатель, кинорежиссёр, сценарист.
  - Данило Тюрк, словенский политик, президент Словении (2007—2012).
- 1953
  - Всеволод Гаккель, советский и российский рок-музыкант, виолончелист, бывший участник группы «Аквариум».
  - Массимо Троизи (ум. 1994), итальянский актёр, сценарист, режиссёр.
  - Кристина Фернандес де Киршнер, аргентинский политик, президент Аргентины (2007—2015).
- 1954
  - Франсис Бухгольц, бывший бас-гитарист немецкой рок-группы Scorpions.
  - Майкл Джира, американский гитарист, певец, писатель, автор песен, художник, участник группы Swans.
  - Сократес (ум. 2011), бразильский футболист, капитан сборной Бразилии на чемпионатах мира 1982 и 1986 гг.
- 1955 — Джефф Дэниелс, американский актёр театра, кино и телевидения.
- 1956 — Олег Митяев, советский и российский певец-бард, музыкант, автор песен, актёр, народный артист России.
- 1957
  - Рэй Уинстон, английский актёр и продюсер.
  - Фалько (наст. имя Йоханн Хёльцель; погиб в 1998), австрийский певец, музыкант, автор песен.
- 1959
  - Анатолий Демьяненко, советский и украинский футболист и футбольный тренер.
  - Алекс Моисеев, советский и американский шашист, 3-кратный чемпион мира по английским шашкам.
- 1960 — принц Эндрю, британский принц, герцог Йоркский, вице-адмирал, второй сын королевы Елизаветы II.
- 1963 — Seal (наст. имя Генри Олусегун Адеола Сэмюэл), британский певец, автор песен, обладатель трёх премий «Грэмми».
- 1964
  - Дмитрий Липскеров, российский писатель-прозаик и драматург.
  - Даг Олдрич, американский гитарист и композитор.
- 1967 — Бенисио дель Торо, американский актёр кино и телевидения, лауреат премий «Оскар» и «Золотой глобус».
- 1970 — Йоаким Канс, шведский певец, музыкант и композитор, вокалист пауэр-метал-группы HammerFall.
- 1977 — Джанлука Дзамбротта, итальянский футболист, чемпион мира (2006), тренер.
- 1979 — Витас (наст. имя Виталий Грачёв), украинский и российский певец, автор песен, актёр.
- 1980 — Ма Линь, китайский игрок в настольный теннис, трёхкратный олимпийский чемпион
- 1986 — Марта (Марта Виейра да Силва), бразильская футболистка, двукратный призёр Олимпийских игр.
- 1993
  - Виктория Джастис, американская актриса кино, телевидения и озвучивания, певица, модель.
  - Мауро Икарди, аргентинский футболист.
- 1995 — Никола Йокич, сербский баскетболист, чемпион НБА (2023), MVP НБА (2021, 2022, 2024).

### XXI век
- 2004 — Милли Бобби Браун, британская актриса, фотомодель, продюсер.

## Скончались
См. также: Категория:Умершие 19 февраля

### До XIX века
- 197 — убит Клодий Альбин, римский узурпатор, император в 193—197 гг.
- 1445 — Элеонора Арагонская (р. 1402), принцесса арагонская, королева Португалии.
- 1596 — Блез де Виженер (р. 1523), французский алхимик, криптограф и дипломат.
- 1666 — Виллем ван Хонтхорст (р. 1594), голландский художник Золотого века; представитель утрехтской школы живописи.
- 1719 — Адам Людвиг Левенгаупт (р. 1659), шведский генерал.

### XIX век
- 1827 — Арман де Коленкур (р. 1773), французский дипломат, автор мемуаров о походе Наполеона в Россию.
- 1837 — Георг Бюхнер (р. 1813), немецкий поэт, драматург.
- 1880 — Константин Брумиди (р. 1805), американский художник.
- 1887 — Мультатули (наст. имя Эдуард Доувес Деккер; р. 1820), один из крупнейших нидерландских писателей.
- 1895 — Огюст Вакри (р. 1819), французский поэт, публицист, журналист и редактор.
- 1897
  - Шарль Блонден (наст. имя Жан-Франсуа Гравеле; р. 1824), французский цирковой артист, выдающийся канатоходец.
  - Карл Вейерштрасс (р. 1815), немецкий математик.

### XX век
- 1905 — Яков Наркевич-Иодко (р. 1847), белорусский врач и учёный-естествоиспытатель, изобретатель электрографии.
- 1906 — Владимир Вешняков (р. 1830), русский экономист и статистик, сенатор, член Госсовета.
- 1912 — Николай Загоскин (р. 1851), историк русского права, государственный деятель.
- 1916 — Эрнст Мах (р. 1838), австрийский физик, механик и философ.
- 1920 — Пётр Кащенко (р. 1859), русский психиатр и общественный деятель.
- 1921 — Дмитрий Романовский (р. 1861), русский врач-терапевт, автор цитологического метода «окрашивание по Романовскому».
- 1925 — Михаил Гершензон (р. 1869), историк русской литературы, философ, публицист.
- 1936 — Макс Шрек (р. 1879), немецкий актёр театра и кино.
- 1938 — Эдмунд Ландау (р. 1877), немецкий математик, внёсший существенный вклад в теорию чисел.
- 1945 — Николай Богданов-Бельский (р. 1868), русский художник-передвижник, академик живописи.
- 1951 — Андре Жид (р. 1869), французский писатель, лауреат Нобелевской премии (1947).
- 1952 — Кнут Гамсун (р. 1859), норвежский писатель, лауреат Нобелевской премии (1920).
- 1954 — Владимир Визе (р. 1886), российский и советский полярный исследователь, океанограф.
- 1963 — Святослав Кнушевицкий (р. 1908), советский виолончелист, профессор Московской консерватории.
- 1968 — Георг Гаккеншмидт (р. 1878), русский борец, цирковой атлет, первый чемпион мира по вольной борьбе.
- 1972 — Джон Грирсон (р. 1898), английский кинорежиссёр-документалист, заложивший основы британской школы документального кинематографа, кинопродюсер.
- 1974 — Хермине Штиндт (р. 1888), немецкая пловчиха, серебряный призёр летних Олимпийских игр (1912).
- 1975 — Станислав Нейман (р. 1902), чешский актёр, театра кино и телевидения, педагог.
- 1980 — Бон Скотт (настоящее имя Роналд Белфорд Скотт; р. 1946), вокалист австралийской группы AC/DC.
- 1981 — Рюрик Ивнев (наст. имя Михаил Ковалёв; р. 1891), русский советский поэт, прозаик, переводчик.
- 1985 — Александр Бусыгин (р. 1907), кузнец Горьковского автозавода, зачинатель стахановского движения в машиностроении, Герой Социалистического Труда.
- 1988 — Андре Фредерик Курнан (р. 1895), американский физиолог французского происхождения, нобелевский лауреат (1956).
- 1994 — Дерек Джармен (р. 1942), британский кинорежиссёр-авангардист, сценарист, художник.
- 1995 — Ян Черняк (р. 1909), советский военный разведчик, Герой Советского Союза.
- 1997 — Дэн Сяопин (р. 1904), китайский политический деятель, фактический руководитель КНР в 1970-е и 1980-е годы.
- 2000
  - Анатолий Собчак (р. 1937), советский и российский учёный-правовед, политик, первый и единственный мэр Санкт-Петербурга (1991—1996).
  - Фриденсрайх Хундертвассер (р. 1928), австрийский архитектор и живописец.

### XXI век
- 2001
  - Стэнли Крамер (р. 1913), американский кинорежиссёр и кинопродюсер.
  - Шарль Трене (р. 1913), французский певец, композитор и актёр.
- 2003 — Игорь Горбачёв (р. 1927), актёр театра и кино, режиссёр, народный артист СССР, Герой Социалистического Труда.
- 2008
  - Наталия Бессмертнова (р. 1941), балерина, балетмейстер, педагог, народная артистка СССР.
  - Егор Летов (р. 1964), советский и российский рок-музыкант, лидер группы «Гражданская оборона».
- 2013 — Роберт Ричардсон (р. 1937), американский физик, лауреат Нобелевской премии (1996).
- 2014 — Валерий Кубасов (р. 1935), советский лётчик-космонавт, дважды Герой Советского Союза.
- 2016
  - Нелл Харпер Ли (р. 1926), американская писательница.
  - Умберто Эко (р. 1932), итальянский учёный, философ, историк, литературный критик.
- 2017 — Игорь Шафаревич (р. 1923), советский учёный, мыслитель, общественный деятель.
- 2019 — Карл Лагерфельд (р. 1933), немецкий модельер, фотограф, коллекционер и издатель.
- 2020 — убит Башар Барака Джексон (р. 1999), бруклинский рэпер.
- 2024
  - Ян Ассман (р. 1938), немецкий египтолог, историк религии и культуры.
  - Ира фон Фюрстенберг (р. 1940), европейская светская львица, актриса, дизайнер ювелирных изделий.

## Народный календарь, приметы и фольклор Руси
Вукола Телятник (святой епископ Смирнский, первый ученик Иоанна Богослова).
- Как правило, на Вуколу Телятника начинался отёл коров.
- На Руси телят, родившихся в феврале называли жуколами: «Придут Вуколы — перетелятся все жуколы».
- В этот день окуривали хлев чабрецом или богородской травой для сохранения хорошего вкуса молока и чтобы телята родились крепкими и здоровыми[5].
- Мороз на Вуколу предвещает, что весна будет бурной, а лето сухое и жаркое[6].